# Liceum Avalon
Liceum Avalon – powieść pisarki Meg Cabot z 2005 roku. 
Na podstawie książki powstał film z 2010 roku Liceum Avalon.

## Opis fabuły
Historia rozgrywa się we współczesnym Camelocie – w liceum Avalon. Ellie jest w liceum nowa i dopiero po pewnym czasie odkrywa, że a Avalonie nie wszystko jest takie, jak się wydaje – nawet ona sama. Na nowo rozgrywają się zdarzenia z legend o królu Arturze. Ellie zakłóca jednak bieg tych historii, bo zakochuje się w niewłaściwym bohaterze.

## Bohaterowie
- Elaine „Ellie” Harisson – zwykła dziewczyna, która dowiaduje się, że jest odpowiednikiem Pani Jeziora, mylnie brana przez pana Martona za wcielenie Elaine z Astolat
- A. William Wagner – napastnik drużyny futbolowej, przewodniczący ostatniej klasy, odpowiednik króla Artura
- Jennifer Gold – cheerleaderka, początkowo dziewczyna Willa stanowiąca odpowiednik Ginewry
- Lance – sportowiec i kolega Willa, wcielenie Lancelota
- Marco – przyrodni brat Willa, odpowiednik Mordreda
- pan Morton – nauczyciel literatury powszechnej i członek zakonu niedźwiedzia